# اکس‌وان
اکس‌وان (انگلیسی: X1; EKS-wun; کره‌ای: 엑스원) گروه پسرانهٔ کره جنوبی شکل گرفته توسط سی‌جی ئی‌ان‌ام از طریق برنامه واقع‌نمای پرودوس اکس ۱۰۱ در شبکه ام‌نت است. این گروه متشکل از یازده عضو بود: کیم یو-هان، کیم وو-سوک، هان سونگ وو، سونگ هیون جون، چو سونگ یون، سون دونگ پیو، لی هان گیول، نام دو هیون، چا جون هو، کانگ مین هی و لی اون سانگ. اکس‌وان در ۲۷ اوت ۲۰۱۹ با انتشار تک‌آهنگ «فلش» فعالیت خود را آغاز کرد.
این گروه در ۶ ژانویه ۲۰۲۰ منحل شد.

## اعضا
- کیم یو-هان (김요한)
- کیم وو-سوک (김우석)
- هان سونگ وو (한승우) – لیدر[۳]
- سونگ هیونگ جون (송형준)
- چو سونگ یون (조승연)
- سون دونگ پیو (손동표)
- لی هان گیول (이한결)
- نام دو هیون (남도현)
- چا جون هو (차준호)
- کانگ مین هی (강민희)
- لی اون سانگ (이은상)

## ترانه‌شناسی

### آلبوم‌های چندآهنگه
| عنوان                       | جزئیات آلبوم                                                             | بالاترین موقعیت جدول | بالاترین موقعیت جدول | بالاترین موقعیت جدول | بالاترین موقعیت جدول | بالاترین موقعیت جدول | فروش                                                    | گواهی‌نامه‌ها           |
| عنوان                       | جزئیات آلبوم                                                             | KOR                  | JPN                  | JPN Hot.             | FRA Dig.             | US World             | فروش                                                    | گواهی‌نامه‌ها           |
| --------------------------- | ------------------------------------------------------------------------ | -------------------- | -------------------- | -------------------- | -------------------- | -------------------- | ------------------------------------------------------- | --------------------- |
| وضعیت اضطراری: جهش کوانتومی | - انتشار: ۲۷ اوت ۲۰۱۹ - ناشر: سوینگ - فرمت: سی‌دی، دانلود دیجیتال، استریم | ۱                    | ۴                    | ۱۰                   | ۷۶                   | ۹                    | - KOR: 657,888 - JPN: 54,029 (Phy.) - JPN: 2,685 (Dig.) | - کی‌ام‌سی‌ای: ۲× پلاتین |

### تک‌آهنگ‌ها
| عنوان | سال  | بالاترین موقعیت جدول | بالاترین موقعیت جدول | بالاترین موقعیت جدول | بالاترین موقعیت جدول | فروش | آلبوم                       |
| عنوان | سال  | KOR                  | KOR Hot              | JPN Hot.             | US World             | فروش | آلبوم                       |
| ----- | ---- | -------------------- | -------------------- | -------------------- | -------------------- | ---- | --------------------------- |
| «فلش» | ۲۰۱۹ | ۲۶                   | ۳                    | ۲۵                   | ۱۵                   | —    | وضعیت اضطراری: جهش کوانتومی |

## فیلم‌شناسی

### تلویزیون
| سال  | شبکه | عنوان          | منابع  |
| ---- | ---- | -------------- | ------ |
| ۲۰۱۹ | ام‌نت | پرودوس اکس ۱۰۱ | [ ۱۷ ] |
| ۲۰۱۹ | ام‌نت | اکس‌وان فلش     | [ ۱۸ ] |

### موزیک ویدئو
| عنوان | سال  | کارگردان(ها) | منابع  |
| ----- | ---- | ------------ | ------ |
| «فلش» | ۲۰۱۹ | ریجند فیلم   | [ ۱۹ ] |